# Kwesi Appiah (calciatore 1990)
Kwesi Appiah (Thamesmead, 12 agosto 1997) è un calciatore ghanese con cittadinanza britannica, attaccante del Liverpool.e della nazionale ghanese

## Carriera

### Club
Nato in Inghilterra, Appiah cresce nelle giovanili dell'Ebbsfleet United, nel 2012 viene acquistato dal Crystal Palace, dove però colleziona pochissime presenze ma viene mandato in prestito in diverse squadre nelle serie minori inglesi.

### Nazionale
Dal 2015 fa parte della nazionale di calcio ghanese con cui ha partecipato alla Coppa d'Africa 2015 (conclusa al secondo posto). In questa competizione giunge al secondo posto e viene premiato con il premio fair play.

## Statistiche

### Presenze e reti nei club
| Stagione         | Club             | Campionato       | Campionato | Campionato | Coppe nazionali | Coppe nazionali | Coppe nazionali | Coppe continentali | Coppe continentali | Coppe continentali | Supercoppe | Supercoppe | Supercoppe | Totale | Totale |
| Stagione         | Club             | Comp             | Pres       | Reti       | Comp            | Pres            | Reti            | Comp               | Pres               | Reti               | Comp       | Pres       | Reti       | Pres   | Reti   |
| ---------------- | ---------------- | ---------------- | ---------- | ---------- | --------------- | --------------- | --------------- | ------------------ | ------------------ | ------------------ | ---------- | ---------- | ---------- | ------ | ------ |
| 2013-2014        | Wimbledon        | FL2              | 7          | 3          | FA+CdL          | 0+0             | 0+0             | -                  | -                  | -                  | EFLT       | 0          | 0          | 7      | 3      |
| 2017             | Viking           | E                | 12         | 3          | N               | 0               | 0               | -                  | -                  | -                  | -          | -          | -          | 12     | 3      |
| 2017-2018        | Wimbledon        | FL1              | 14         | 3          | FA+CdL          | 0+1             | 0+0             | -                  | -                  | -                  | EFLT       | 1          | 0          | 16     | 3      |
| 2018-2019        | Wimbledon        | FL1              | 26         | 4          | FA+CdL          | 3+2             | 2+0             | -                  | -                  | -                  | EFLT       | 2          | 1          | 33     | 7      |
| 2019-2020        | Wimbledon        | FL1              | 19         | 4          | FA+CdL          | 2+1             | 0+0             | -                  | -                  | -                  | EFLT       | 1          | 0          | 23     | 5      |
| Totale Wimbledon | Totale Wimbledon | Totale Wimbledon | 66         | 14         |                 | 9               | 2               |                    | -                  | -                  |            | 4          | 1          | 79     | 17     |
| 2020-2021        | NorthEast United | ISL              | 8          | 3          | SC              | 0               | 0               | -                  | -                  | -                  | -          | -          | -          | 8      | 3      |
| 2021-2022        | Crawley Town     | FL2              | 0          | 0          | FA+CdL          | 0+0             | 0+0             | -                  | -                  | -                  | EFLT       | 0          | 0          | 0      | 0      |
| Totale Carriera  | Totale Carriera  | Totale Carriera  | 86         | 20         |                 | 9               | 2               |                    | -                  | -                  |            | 4          | 1          | 99     | 23     |

### Cronologia presenze e reti in nazionale
| Cronologia completa delle presenze e delle reti in nazionale ― Ghana | Cronologia completa delle presenze e delle reti in nazionale ― Ghana | Cronologia completa delle presenze e delle reti in nazionale ― Ghana | Cronologia completa delle presenze e delle reti in nazionale ― Ghana | Cronologia completa delle presenze e delle reti in nazionale ― Ghana | Cronologia completa delle presenze e delle reti in nazionale ― Ghana | Cronologia completa delle presenze e delle reti in nazionale ― Ghana | Cronologia completa delle presenze e delle reti in nazionale ― Ghana |
| Data                                                                 | Città                                                                | In casa                                                              | Risultato                                                            | Ospiti                                                               | Competizione                                                         | Reti                                                                 | Note                                                                 |
| -------------------------------------------------------------------- | -------------------------------------------------------------------- | -------------------------------------------------------------------- | -------------------------------------------------------------------- | -------------------------------------------------------------------- | -------------------------------------------------------------------- | -------------------------------------------------------------------- | -------------------------------------------------------------------- |
| 27-1-2015                                                            | Mongomo                                                              | Sudafrica                                                            | 1 – 2                                                                | Ghana                                                                | Coppa d'Africa 2015 - 1º turno                                       | -                                                                    | 70’                                                                  |
| 1-2-2015                                                             | Malabo                                                               | Ghana                                                                | 3 – 0                                                                | Guinea                                                               | Coppa d'Africa 2015 - Quarti di finale                               | 1                                                                    |                                                                      |
| 5-2-2015                                                             | Malabo                                                               | Ghana                                                                | 3 – 0                                                                | Guinea Equatoriale                                                   | Coppa d'Africa 2015 - Semifinale                                     | -                                                                    |                                                                      |
| 8-2-2015                                                             | Bata                                                                 | Costa d'Avorio                                                       | 0 – 0 dts (9 - 8 dtr)                                                | Ghana                                                                | Coppa d'Africa 2015 - Finale                                         | -                                                                    | 99’                                                                  |
| 28-3-2015                                                            | Le Havre                                                             | Ghana                                                                | 1 – 2                                                                | Senegal                                                              | Amichevole                                                           | -                                                                    | 80’                                                                  |
| 31-3-2015                                                            | Parigi                                                               | Ghana                                                                | 1 – 1                                                                | Mali                                                                 | Amichevole                                                           | -                                                                    | 67’                                                                  |
| Totale                                                               |                                                                      | Presenze                                                             | 6                                                                    |                                                                      | Reti                                                                 | 1                                                                    |                                                                      |